# Nel mondo delle donne
Nel mondo delle donne è il quarto album in studio della cantante italiana Anna Tatangelo, pubblicato il 28 novembre 2008 dalla Sony Music.

## Descrizione
Il disco, un concept album incentrato sull'universo femminile, contiene 11 brani, tra cui Sarai, duetto cantato in coppia con Gigi D'Alessio; Rose spezzate, canzone sulla violenza sulle donne e Adesso, brano sull'anoressia.

## Promozione
Il disco è stato anticipato dal singolo Profumo di mamma, brano che tratta il tema della maternità dal punto di vista di una donna che ha appena scoperto di essere incinta. Il secondo singolo estratto dall'album è Rose spezzate, brano scritto da Enzo Rossi; al singolo è accompagnata anche l'unione dell'artista alla fondazione Doppia difesa di Michelle Hunziker e Giulia Bongiorno.
Per la promozione del disco pubblicato a novembre 2008 l'artista sceglie di lanciare un tour chiamato Nel mondo delle donne tour. Con questo tour si esibirà nelle maggiori piazze italiane e riscuoterà gran successo.

## Tracce
1. Profumo di mamma – 3:37 (Gigi D'Alessio, Adriano Pennino)
2. Adesso – 3:32 (Adriano Pennino, Gigi D'Alessio)
3. Va da lei – 3:43 (Gigi D'Alessio)
4. Sarai (con Gigi D'Alessio) – 4:15 (Pino Daniele, Gigi D'Alessio)
5. Rose spezzate – 3:42 (Enzo Rossi)
6. Il posto mio – 3:17 (Tony Renis, Alberto Testa)
7. Quando arriva, arriva – 3:38 (Alessandro Mancuso)
8. Lei che ne sa – 3:47 (Alessandro Mancuso)
9. Un nuovo sentimento – 4:20 (Enzo Rossi)
10. Questa notte di magia – 4:08 (Enzo Rossi)
11. Anna verrà – 4:10 (Pino Daniele cover)

## Formazione
- Anna Tatangelo – voce
- Daniele Bonaviri – chitarra classica, chitarra flamenco
- Adriano Pennino – tastiera, programmazione, organo Hammond, pianoforte
- Maurizio Fiordiliso – chitarra elettrica
- Enzo Rossi – tastiera, programmazione
- Marco Siniscalco – basso
- Kiko Justo Farias – chitarra
- Mario Puccioni – tastiera, programmazione
- Claudio Olimpio – chitarra acustica
- Rosario Jermano – percussioni
- Cesare Chiodo – basso
- Alfredo Golino – batteria
- Michael Thompson – chitarra
- Pino Daniele – chitarra classica
- Fernando Brusco – flicorno
- Le Matite Colorate, Frankie Lovecchio, Claudia Arvati, Fabrizio Palma, Rossella Ruini, Luca Velletri – cori

## Classifiche
| Classifica (2008) | Posizione massima |
| ----------------- | ----------------- |
| Italia            | 22                |
| Svizzera          | 88                |